# Copa Airlines
Copa Airlines ist die nationale Fluggesellschaft Panamas mit Sitz in Panama-Stadt und Basis auf dem Flughafen Panama. Sie ist Mitglied der Luftfahrtallianz Star Alliance.

## Geschichte

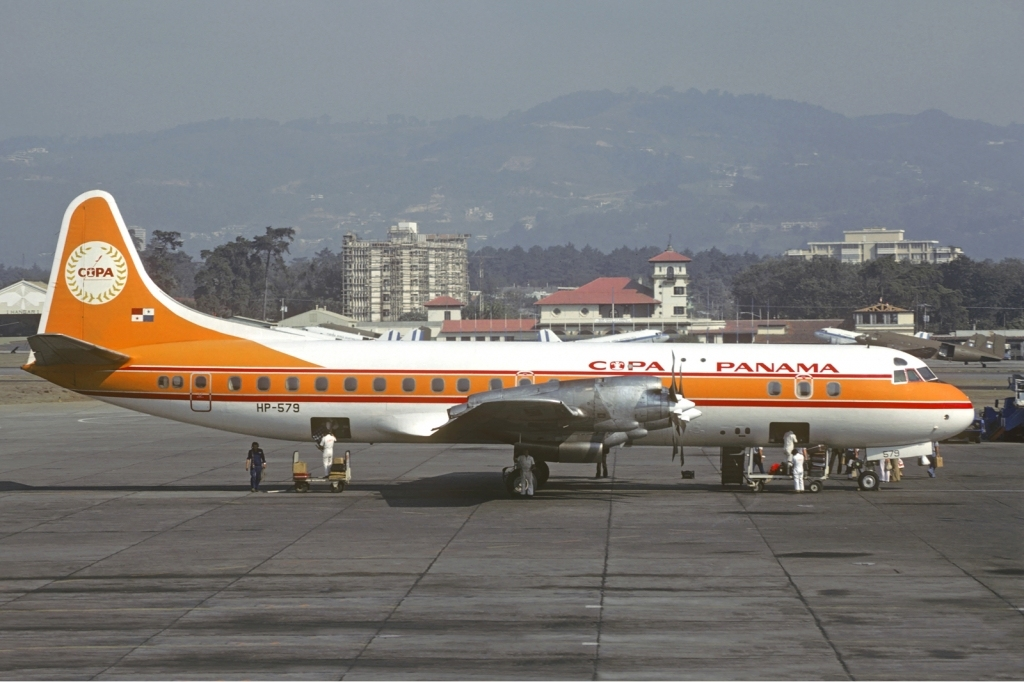
Eine Lockheed L-188 Electra der Copa Airlines

Die Fluggesellschaft wurde am 21. Juni 1944 gegründet und nahm den Flugbetrieb am 5. Mai 1947 auf. Copa ist ein Akronym für Compañía Panameña de Aviación. Sie wurde mit Hilfe der Pan Am gegründet, die einen Risikoanteil von 32 % trug. Der Flugbetrieb wurde mit einer kleinen Flotte von Douglas DC-3 begonnen. Die ersten internationalen Strecken bot die Fluggesellschaft in den 1960er Jahren an, als Strecken nach Jamaika, Kolumbien und Costa Rica eingerichtet wurden.
Bis in die 1980er Jahre stellte Air Panama Internacional, die bis dahin einen größeren internationalen Bekanntheitsgrad hatte, eine harte Konkurrenz dar. Copa Airlines verstärkte den Wettbewerb, als das erste Düsenflugzeug, eine Boeing 737-100 gekauft wurde, um Strecken in die Dominikanische Republik, nach Puerto Rico und in die USA aufzunehmen.
Die Expansionspolitik wurde in den 1990er Jahren fortgeführt, und die Flugziele erstreckten sich auf Argentinien, Chile, Kuba, Peru, Mexiko und viele andere lateinamerikanische Länder.
Am 19. Mai 1998 erstand Continental Airlines 49 % der Aktien von Copa Airlines, womit eine umfassende Marketing- und Operationsallianz eingeleitet wurde. Seit dieser Zeit passte Copa Airlines die Flugzeugbemalung und das Logo an und übernahm das Vielfliegerprogramm OnePass. 
Aufgrund des Wechsels von Continental Airlines von SkyTeam zur Star Alliance teilte auch Copa Airlines am 26. Mai 2009 mit, die Kooperation mit SkyTeam zum Oktober 2009 zu beenden. Am 10. November 2010 wurde schließlich bekanntgegeben, dass Copa Airlines bis 2012 der internationalen Luftfahrtallianz Star Alliance beitreten werde.
2011 führte Copa Airlines ein neues Logo analog zum Design der United Airlines ein und nutzt seither auch deren Vielfliegerprogramm MileagePlus, nachdem Continental Airlines mit United Airlines fusionierte. Der Beitritt zur Star Alliance erfolgte am 22. Juni 2012.
Am 10. April 2015 gab Copa Airlines bekannt, 61 Flugzeuge der Boeing 737 MAX zu bestellen. Die Aufteilung auf MAX 8 und MAX 9 blieb noch offen.

## Flotte

### Aktuelle Flotte

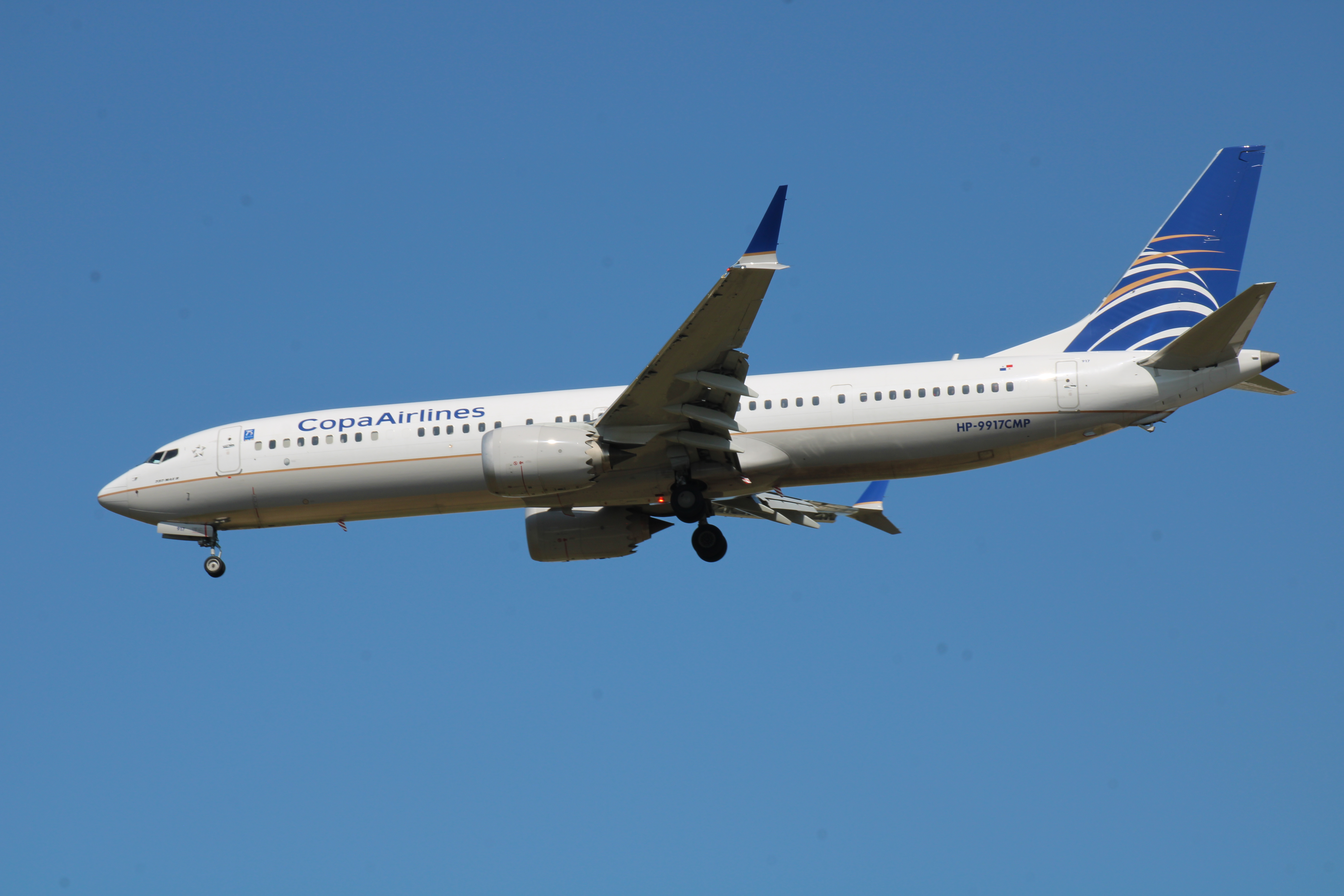
Boeing 737 MAX 9 der Copa Airlines

Mit Stand Juli 2024 besteht die Flotte der Copa Airlines aus 100 Flugzeugen mit einem Durchschnittsalter von 9,4 Jahren:
| Flugzeugtyp       | aktiv | bestellt | Anmerkungen                                                          | Sitzplätze (Business/Eco+/Economy) | Durchschnittsalter |
| ----------------- | ----- | -------- | -------------------------------------------------------------------- | ---------------------------------- | ------------------ |
| Boeing 737-700    | 09    |          | alle mit Winglets ausgestattet                                       | 126 (12/-/114) 124 (12/-/112)      | 20,8 Jahre         |
| Boeing 737-800    | 58    |          | alle mit Winglets ausgestattet, davon 50 mit Split-Scimitar Winglets | 154 (16/-/138) 160 (16/-/144)      | 11,4 Jahre         |
| Boeing 737 MAX 8  | 01    | 25       | Aufteilung auf MAX 8 und MAX 9 noch offen                            | – Offen –                          |                    |
| Boeing 737 MAX 9  | 32    | 25       | Aufteilung auf MAX 8 und MAX 9 noch offen                            | 166 (16/24/126)                    | 3,0 Jahre          |
| Boeing 737 MAX 10 |       | 15       |                                                                      | – Offen –                          |                    |
| Gesamt            | 100   | 40       |                                                                      |                                    | 9,4 Jahre          |

### Ehemalige Flugzeugtypen

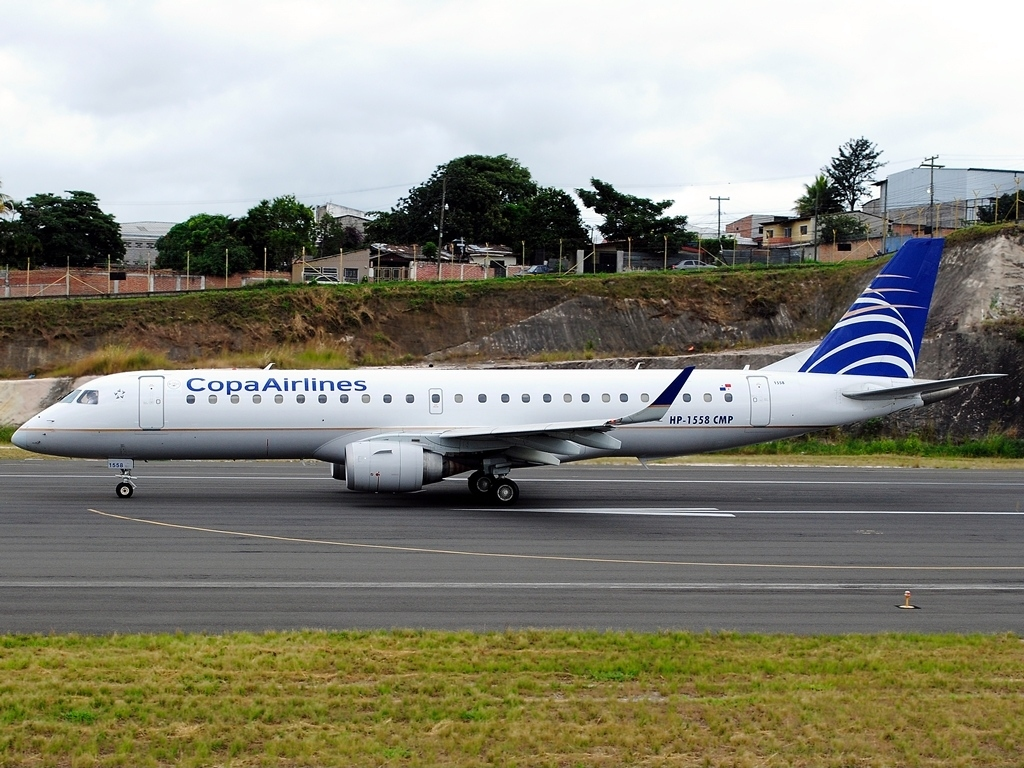
Embraer 190 der Copa Airlines

Im August 2020 übernahm Alliance Airlines von Copa Airlines 14 Embraer E190. Außerdem wurden verschiedene Boeing 737 betrieben: Boeing 737-100/-200/-700.
- Lockheed L-188 Electra

## Zwischenfälle
- Am 6. Juni 1992 stürzte eine Boeing 737-200 der Copa Airlines (Luftfahrzeugkennzeichen HP-1205CMP) mit 40 Passagieren und 7 Besatzungsmitgliedern an Bord in der Provinz Darién an der Grenze zwischen Panama und Kolumbien ab. Es gab keine Überlebenden. Ermittler fanden heraus, dass eines der Kreiselinstrumente ausfiel, die Piloten darauf nicht richtig reagierten und in Folge die Kontrolle über das Flugzeug verloren (siehe auch Copa-Airlines-Flug 201).[12][13]